# Näfenhaus

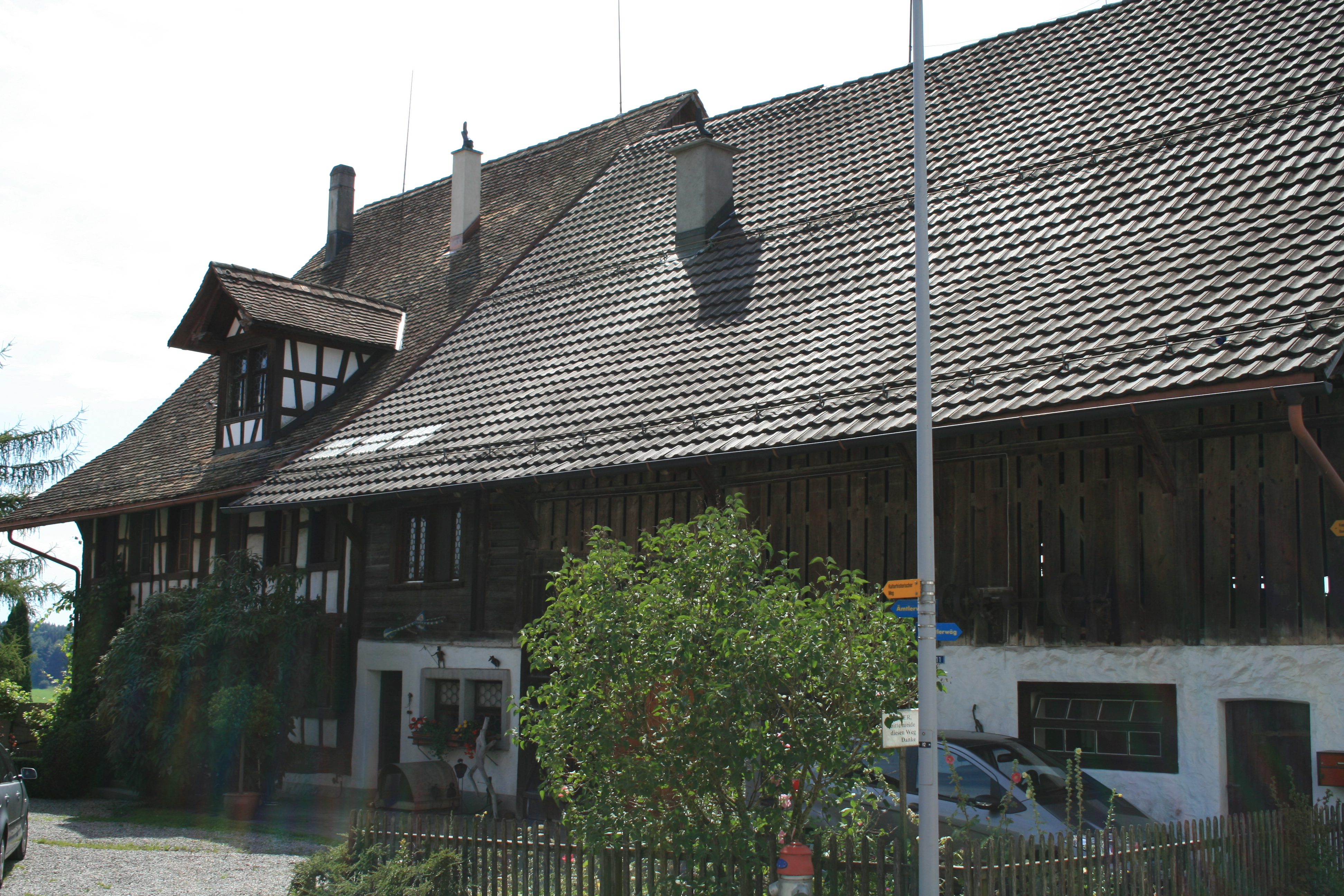
Das Näfenhaus

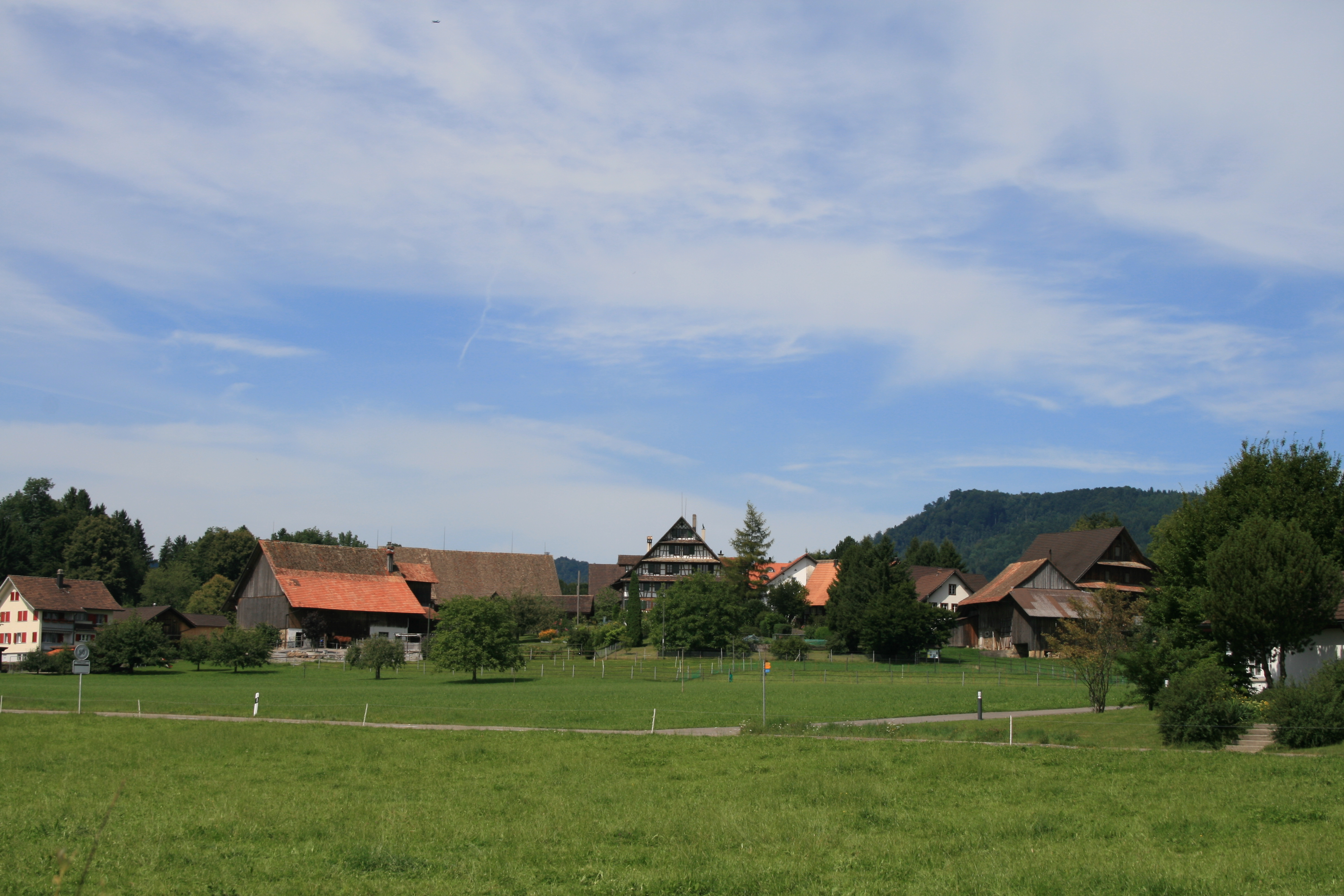
Weiler Näfenhäuser, das Näfenhaus ist das Riegelhaus in der Bildmitte

Das Näfenhaus steht auf dem ehemaligen Sennhof (heute der Weiler Näfenhäuser) des Klosters Kappel. Der Hof wurde nach dem Zweiten Kappeler Krieg 1535 Adam Näf als Handlehen gegeben, da er bei der Rettung des Hauptbanners der Zürcher Truppe massgeblich beteiligt war.
Das Schwert von Adam Näf und das gerettete Banner sind im Schweizerischen Landesmuseum in Zürich aufbewahrt. Vom Lehensbrief befindet sich eine Kopie im Staatsarchiv des Kantons Zürich.
Im Näfenhaus befindet sich die Näfenstube, ein Museumsraum, der Aufschluss über die Kappelerkriege und die Familie Näf gibt. Das Haus ist heute im Besitz der Familienstiftung Naef.